# Altrich
Altrich település Németországban, Rajna-vidék-Pfalz tartományban. Lakosainak száma 1688 fő (2023. december 31.).

## Népesség
A település népességének változása:
| Lakosok száma | 1173 | 1683 | 1669 | 1682 | 1700 | 1688 |
|               | 1975 | 2017 | 2019 | 2021 | 2022 | 2023 |